# Peterskirchen
Peterskirchen är en ort och kommun i Österrike. Den ligger i distriktet Ried im Innkreis i förbundslandet Oberösterreich, 210 kilometer väster om huvudstaden Wien. 
Kommunen består av 16 orter (Ortschaften) (inom parentes invånarantal 1 januari 2024):

- Aggstein (12)
- Brenning (19)
- Böcklarn (39)
- Dorf (16)
- Eschlried (10)
- Furt (13)
- Hilligan (14)
- Maierhof (8)
- Manhartsberg (40)
- Manhartsgrub (37)
- Mari (48)
- Maribach (11)
- Osternach (46)
- Peterskirchen (281)
- Untermauer (29)
- Wolketsedt (43)